# Брубейкер (фільм)
«Брубейкер» (англ. Brubaker) — американська тюремна драма 1980 року режисера Стюарта Розенберга з Робертом Редфордом у головній ролі. Сценарій В. Д. Ріхтера є белетризованою версією книги 1969 року "Співучасники злочину: Арканзаський тюремний скандал" Тома Мертона і Джо Хаймса, в якій детально описується викриття Мертоном тюремного скандалу 1967 року.

## Синопсис
Новий наглядач невеликої тюрми в Арканзасі намагається очистити її від корупції, видаючи себе за ув'язненого.

## Акторський склад
| Актор             | Роль                     |
| ----------------- | ------------------------ |
| Роберт Редфорд    | Генрі Брубейкер          |
| Яфет Котто        | Річард "Дікі" Кумбс      |
| Джейн Александер  | Ліліан Грей              |
| Мюррей Гамільтон  | Джон Діч                 |
| Девід Лемюель Кіт | Ларрі Лі Буллен          |
| Морган Фрімен     | Волтер                   |
| Метт Кларк        | Перселл                  |
| Тім Макінтайр     | Г'юї Рауч                |
| Майкл Еммет Волш  | Вудворд                  |
| Еверетт Макгілл   | Едді Колдуелл            |
| Джо Спінелл       | Флойд Бердвелл           |
| Вілфорд Брімлі    | член пенітенціарної ради |
| Ніколас Кейдж     | ув'язнений               |

## Виробництво

### Сценарій
Фільм заснований на реальних подіях з життя тюремного наглядача Томаса Мертона, співавтора книги «Спільники злочину: Скандал у в'язниці в Арканзасі» 1969 року, написаної разом з Джо Хайамсом. У 1967 році губернатор Вінтроп Рокфеллер найняв його для реформування тюремних ферм Арканзас-Такер Стейт і Каммінс Стейт, але Мертона звільнили менш ніж через рік, оскільки в результаті його роботи місцева пенітенціарна система здобула лиху славу — зокрема, було виявлено численні могили ув'язнених, убитих у цих в'язницях. Значна частина жахливих умов, насильства і корупції, які були зображені у фільмі, булиа предметом розгляду федерального суду 1970 року у справі "Холт проти Сарвера", в якій федеральний суд постановив, що пенітенціарна система Арканзасу порушує конституційні права ув'язнених, і наказав її реформувати.

### Зйомки
Розенберг замінив Боба Рафелсона, якого зняли з посади режисера на початку виробництва. Це другий тюремний фільм Розенберга після режисури «Холоднокровного Люка» в 1967 році. У травні 1979 року Рафельсон подав позов про порушення контракту, вимагаючи відшкодування збитків у розмірі 10 мільйонів доларів, стверджуючи, що компанія Fox запевняла його, що він матиме повну автономію і творчий контроль, а також зробила заяви, з яких випливало, що він некомпетентний, емоційно нестабільний і не має достатньої кваліфікації для того, щоб бути режисером великого кінофільму.
Більшість екстер’єрів було знято у нещодавно закритій в’язниці в Джанкшн-Сіті, на південний схід від Колумбуса в центральному Огайо. Серед інших локацій: Бремен, Нью-Лексінгтон і виставковий центр округу Ферфілд у Ланкастері. У початкових сценах від'їзду тюремного автобуса показано вид на Саут Фронт Стріт у Колумбусі.

## Нагороди та номінації
Нагороди
- Motion Picture Sound Editors: Нагорода "Golden Reel" за найкращий звуковий монтаж.

Номінації
- Оскар: Найкращий оригінальний сценарій;